# Medicină nucleară
Medicina nucleară este o ramură a medicinei moderne. În medicina nucleară se utilizează radiotrasori sau substanțe radiofarmaceutice, care conțin o substanță activă transportoare și un izotop radioactiv. Aceste substanțe se introduc în organism pe diferite căi de administrare (cel mai frecvent intravenos). Odată substanța introdusă, aceasta se distribuie în diferite organe în funcție de substanța activă utilizată. Distribuția produsului radiofarmaceutic este detectată de un aparat detector de radiații denumit gama cameră și stocată digital. Ulterior informația obținută este procesată obținându-se imagini a corpului sau organului studiat. Aceste imagini, spre deosebire de majoritatea imaginilor obținute în radiologie, sunt imagini funcționale și moleculare, adică arată cum funcționează diferite organe și țesuturi explorate sau indică alterările acestora la nivel molecular.
În general, explorările de medicină nucleară nu sunt invazive și nu au efecte secundare.

## Exemple de explorări
- Scintigrafia renală: se utilizează pentru a examina morfologia și funcția renală pentru a detecta anomalii, cum ar fi cicatrici sau tipul de obstrucție al căilor urinare;
- Scintigrafia tiroidiană: utilă pentru a evalua morfologia și funcția tiroidei, mai ales în hipertiroidism;
- Scintigrafia osoasă: se utilizează pentru a evalua boli care afectează oasele și articulațiile, fie de origine tumorală - metastatică, inflamatorie, degenerativă, traumatologică, metabolică sau vasculară;
- Scintigrafia cu Galiu-67 (Ga-67): utilă în diagnosticul bolilor inflamatorii sau infecții active, tumori și abcese;
- SPECT de perfuzie miocardică

## Legături externe
- Medicină nucleară pe Curlie
- Solving the Medical Isotope Crisis Hearing before the Subcommittee on Energy and Environment of the Committee on Energy and Commerce, House of Representatives, One Hundred Eleventh Congress, First Session, 9 septembrie 2009